# Gurupá

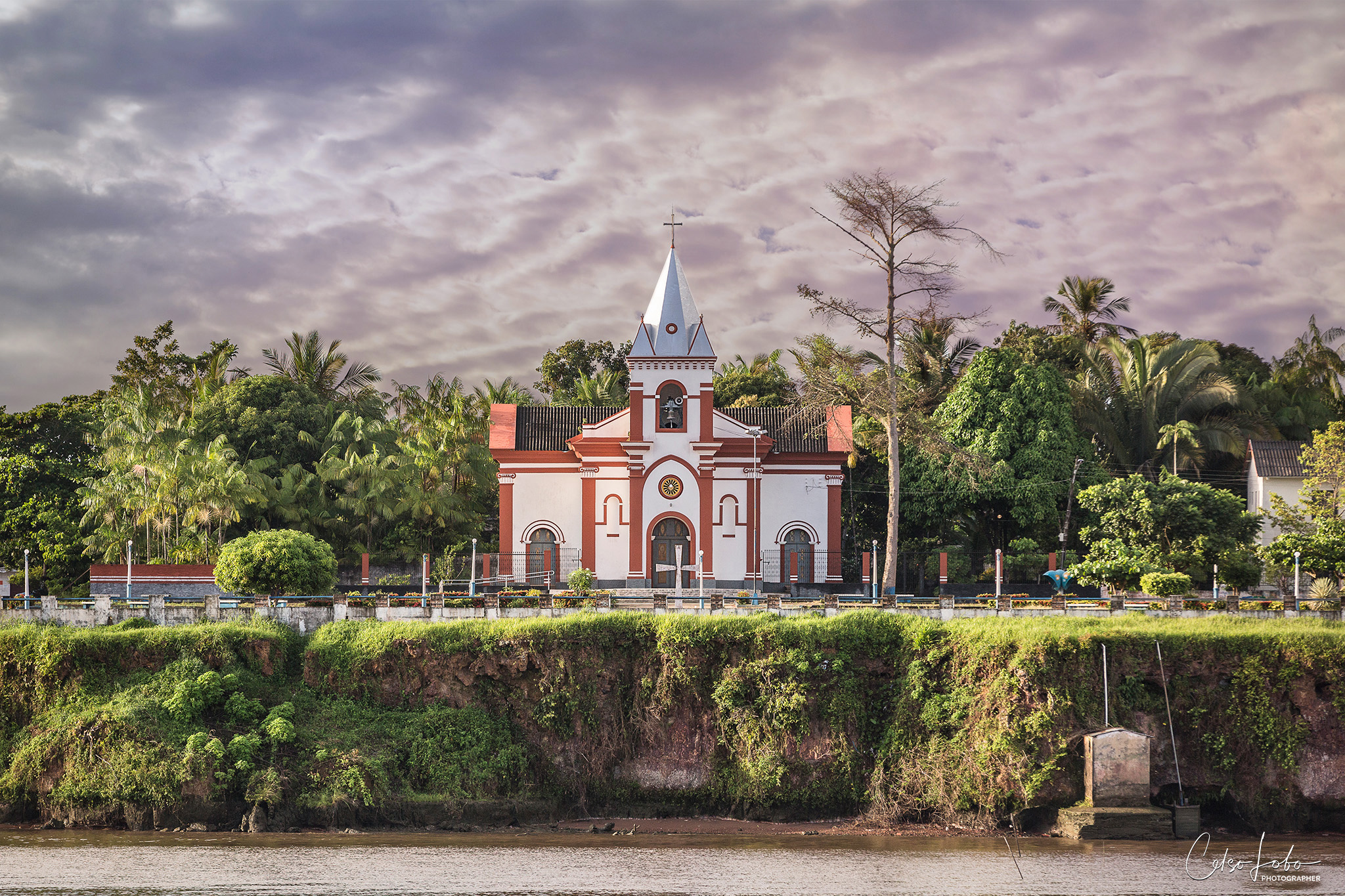
Igreja de Santo Antônio

Gurupá é um município brasileiro do estado do Pará. Sua população estimada em 2016 era de 32.049 habitantes.
O município de Gurupá possui duas unidades de conservação de uso sustentável: Reserva de Desenvolvimento Sustentável Itatupã-Baquiá e Reserva Extrativista Gurupá-Melgaço.

## História
A colonização da região remete às disputas territoriais durante as Grandes Navegações. Segundo o Historiador Décio A. Guzmán o navegador inglês John Ley alcançou a região em 1598 e os holandeses liderados por Jan de Moor estabeleceram feitorias de Orange (Maturu) e Nassau (Gomoaru) onde se produzia principalmente cana-de-açúcar, e construíram um forte militar (Itá?) na região da foz do rio Xingu na busca da defesa da extração das chamadas drogas do Sertão na região. 
Quanto à colonização portuguesa dessa região, iniciou-se em 1623 com a destruição do já citado forte neerlandês existente no local pelo militar Maciel Parente em 1623 e a consequente mudança de nome para Forte de Santo Antônio de Gurupá dando origem ao nome da atual cidade.
Em 1639 a povoação foi elevada a vila e, em 1885, a cidade.

### Patrimônio
Forte de Santo Antônio de Gurupá
O Forte de Santo Antônio de Gurupá localiza-se na Ilha Grande do Gurupá, na confluência do rio Xingu com o delta do rio Amazonas, sobre um rochedo em posição dominante daquele canal de navegação, no atual município de Gurupá. As ruínas encontram-se tombadas pelo Serviço do Patrimônio Histórico e Artístico Nacional desde 1963, sob a jurisdição do Ministério da Defesa. Atualmente pode ser visitado, encontrando-se o parapeito de seus muros ornado com duas das antigas peças de ferro, sobre pilares de concreto.

## Religião e a festa de dezembro
A população de Gurupá é predominantemente Cristã sendo maioria Católica, com um grande número de pessoas que professam as Igrejas Assembleia de Deus, Igreja do Evangelho Quadrangular, Adventista do Sétimo Dia, Igreja Cristã no Brasil, Igreja da Vinha, Testemunhas de Jeová, além de pessoas que manifestam não possuir religião alguma.
Em praticamente todas as comunidades do município existe um santo padroeiro que possui a sua festa específica. O Santo padroeiro da cidade é Santo Antônio, contudo, o santo mais festejado é mesmo São Benedito.
Festividade de São Benedito
No município de Gurupá é realizada a festividade de São Benedito, começa no dia 9 de dezembro com a alvorada onde foliões cantam e batucam de madrugada das 4 até às 6 horas da manhã, as pessoas que são visitadas pelos foliões oferecem comida como retribuição, em seguida os devotos vão em busca do mastro para o evento que é conhecido como a derruba do mastro, após a derruba o mastro é preparado com ornamentos e são penduradas frutas e doces no mastro e às 18 horas na praça da igreja matriz é feito o levantamento do mastro, a missa ocorre as 20 horas e por volta de 21:30 após a missa ocorre o leilão dos donativos, cada noite é comando por uma ou duas comunidade da cidade e do interior, é doado objetos, comida ou animal vivo para o leilão, no dia 24 ocorre a meia lua os devotos de São Benedito se reúnem na igreja matriz e guiado pelos foliões vão até o porto onde os barcos que estão atracados no porto ficam dando voltas com a imagem de São Benedito, no dia 27 acontece a procissão, os devotos de São Benedito se reúnem na igreja matriz e saem em uma caminhada pela cidade, no dia 28 acontece a derruba do mastro que marca o fim da festividade.
Vesperal ou dezembrada
A partir do dia 23 até o dia 27 ocorre o vesperal, uma série de festas que acontecem das 14 até às 18 horas, está festa é marcada pelo derrame de cerveja.

## Geografia
Localiza-se a uma latitude 1º24'18" sul e a uma longitude 51º38'24" oeste, estando a uma altitude de 20 metros. 
O território do Município de Gurupá está localizado no nordeste do Estado do Pará, na zona fisiográfica do Marajó e Ilhas. Primitivamente era habitado por índios, até que, em época desconhecida, os holandeses ali se estabeleceram construindo feitorias e portos fortificados.
A sua sede está localizada na margem direita da Rio Amazonas logo abaixo do delta do Rio Xingu. Além da sede o município conta com 2 (dois) distritos: Carrazedo, localizado entre a sede do município Gurupá e o município de Porto de Moz e o distrito de Itatupã que fica entre Gurupá e o município de Santana no Estado do Amapá. Além desses distritos destacam-se também as comunidades localizadas nos rios Ipixuna, Mararu, Moju, Marajoí, Pucuruí, Gurupá-Miri, entre outros.
O Município de Gurupá está cortado longitudinalmente pela Ilha Grande de Gurupá, que é a segunda maior ilha do Delta do Amazonas. Está localizada perto da confluência dos rios Amazonas e Xingu a oeste da Ilha do Marajó, no estado do Pará,Brasil. A ilha possui uma área de 4.864 km².